# Cepegillettea viridis
Cepegillettea viridis är en insektsart som beskrevs av Richards 1969. Cepegillettea viridis ingår i släktet Cepegillettea och familjen långrörsbladlöss. Inga underarter finns listade i Catalogue of Life.